# Nowhere (2023)
Nowhere (bra: Destinos à Deriva; prt: Nowhere) é um filme espanhol de 2023, dos gêneros drama e suspense, dirigido por Albert Pintó, e estrelado por Anna Castillo. Com um roteiro de Indiana Lista, Miguel Ruz, Ernest Riera, Seanne Winslow e Teresa de Rosendo, a trama retrata a história de uma mulher grávida que foge de um país totalitário e acaba ficando presa em um contêiner que cai em alto-mar.

## Enredo
A mulher grávida Mia (Anna Castillo) e seu marido Nico (Tamar Novas) decidem deixar a Espanha devido a uma crise global que resultou na escassez de itens essenciais e no surgimento de um governo totalitário e destrutivo, que está assassinando civis para tentar controlar a falta de recursos. O casal teme por suas vidas e pela segurança de seu filho ainda não nascido. Anteriormente, eles haviam perdido sua filha primogênita, Uma, que foi levada pelo exército como parte de uma tentativa genocida de reduzir a população da Espanha, erradicando crianças, mulheres grávidas e idosos. Ela é dada como morta. Mia se culpa pela perda de Uma e carrega esse peso consigo.
O plano de Nico é que eles escapem para a Irlanda sendo transportados em um navio cargueiro. A Irlanda é mencionada em uma transmissão como um dos poucos países, juntamente com a Islândia e a Noruega, que conseguiu controlar a crise de recursos e manter um governo democrático. O casal entra em um contêiner para ser transportado por um caminhão. No entanto, os contrabandistas os separam quando Nico é forçado a sair do contêiner e ir para outro. Em um posto de controle militar, o exército mata todos dentro do contêiner, exceto Mia, que se esconde em cima de uma pilha de caixas. Mais tarde, Mia tenta ligar para Nico para alertá-lo sobre o perigo, mas não consegue contactá-lo.
Todos os contêineres, incluindo o de Mia, são carregados em um navio. Mais tarde, uma tempestade faz com que os contêineres caiam em alto-mar. O contêiner de Mia, que vai lentamente se enchendo de água, contém Tupperwares, fones de ouvido, televisões embaladas, garrafas de vodka e moletons, itens que ela usa para se manter viva, além de uma furadeira, fita adesiva e um canivete, que ela havia conseguido recuperar anteriormente. Ao ouvir gritos, ela olha através de um buraco de bala e avista outro contêiner, cheio de pessoas e afundando a poucos metros de distância. Após dois dias no contêiner, Nico liga para ela e avisa que está a caminho para resgatá-la.
Naquela noite, durante outra tempestade, Mia dá à luz uma filha, Noa. Apesar de estar extremamente enfraquecida, com delírios sobre a filha perdida, Uma, e recorrendo a comer a placenta, Mia se determina a lutar por suas chances de sobrevivência. Com o nível da água subindo dentro do local, ela consegue fazer um buraco no teto usando a furadeira e o canivete, e se refugia em cima do contêiner com Noa. Enquanto tenta chamar a atenção de um avião que passa, Mia se corta gravemente na perna. Ela costura o ferimento com partes das televisões e usa vodca para esterilizar a ferida. Mais tarde, consegue pescar usando uma rede improvisada.
Depois de aproximadamente vinte dias, Nico liga para Mia e revela que sua saúde está gravemente comprometida após ter sido baleado, e que suas chances de sobrevivência são quase inexistentes. Mia, devastada, conta a Nico sobre o nascimento de sua filha. Em sua última conversa, Nico a encoraja a continuar lutando e a chegar à Irlanda, prometendo estar com elas em espírito.
Mia monta uma balsa improvisada com materiais do contêiner e começa a flutuar no oceano após ele afundar, na esperança de um milagre. Eventualmente, uma família em um barco de pesca avista Noa na balsa flutuante. Mia, no entanto, está inconsciente e amarrada à balsa com uma corda. Eles a resgatam e realizam manobras de reanimação cardiorrespiratória (RCP), conseguindo trazê-la de volta à vida.
Mia e Noa são resgatadas e levadas para a costa da Irlanda.

## Elenco
- Anna Castillo como Mia[10][11][12]
- Tamar Novas como Nico[10][11][12]
- Tony Corvillo como Gil
- Mariam Torres como Lucía
- Irina Bravo como Ángela
- Victoria Teijeiro como Vicky
- Mary Ruiz como Sandra
- Edu Bulnes como Andrés
- Antonio Buíl como Motorista do Caminhão
- Saïd El Mouden como Traficante Líder
- Kaabil Sekali como Traficante
- Andrew McGurk como Pai do Pescador
- Saorla Wright como Filha do Pescador
- Tonu Sureda Luther como Neto do Pescador

## Produção
O roteiro foi baseado em uma história original de Indiana Lista, que também ajudou no processo de escrita, juntamente com Ernest Riera, Miguel Ruz, Indiana Lista, Seanne Winslow e Teresa de Rosendo. O filme foi produzido por Miguel Ruz, com Jordi Roca Agut atuando como produtor executivo, ambos sócios da produtra Rock & Ruz. Locações utilizadas para as filmagens incluíram o porto de Tarragona, na Espanha.

## Lançamento
O trailer do filme foi divulgado em setembro de 2023, poucas semanas antes de sua estreia. A produção estreou mundialmente na Netflix em 29 de setembro de 2023. O filme atraiu atenção substancial na plataforma, com mais de 24 milhões de visualizações após três dias de lançamento.

## Recepção
Brian Tallerico, para o website RogerEbert.com, deu 2,5/4 estrelas ao filme, afirmando: "Há algumas escolhas decepcionantes na direção do filme, mas Castillo fará muitas delas fáceis de ignorar". Manuel D'Ocon, para a revista Fotogramas, deu ao filme uma classificação de 3/4 estrelas, afirmando que "a boa mensagem da história permanece e deixa uma marca: a esperança sempre dá um passo à frente da humanidade".
David Lorao, em sua crítica para a revista HobbyConsolas, deu uma baixa pontuação de 33 pontos ao filme, avaliando que, como o título original sugere, o filme não leva a lugar nenhum e carece de qualquer interesse narrativo, embora tenha elogiado a atuação "portentosa" de Castillo como um ponto positivo.
Belén Prieto, em sua crítica para o jornal El Español, deu uma avaliação de 3,5/5 estrelas ao filme, mencionando que o roteiro talvez seja a parte mais fraca do filme, porém acrescentou que "qualquer 'mas' que possa ser colocado em Nowhere é mais do que compensado por Anna Castillo".
No Rotten Tomatoes, site agregador de críticas, 64% das 14 críticas do filme são positivas, com uma classificação média de 6,2/10.